# Nuevo Zoquiapan
Nuevo Zoquiapan är en ort i Mexiko.   Den ligger i kommunen Jalpan och delstaten Puebla, i den sydöstra delen av landet, 180 km nordost om huvudstaden Mexico City. Nuevo Zoquiapan ligger 207 meter över havet och antalet invånare är 718.
Terrängen runt Nuevo Zoquiapan är huvudsakligen kuperad, men åt nordväst är den platt. Nuevo Zoquiapan ligger nere i en dal. Runt Nuevo Zoquiapan är det ganska tätbefolkat, med 134 invånare per kvadratkilometer. Närmaste större samhälle är Venustiano Carranza, 12,4 km nordost om Nuevo Zoquiapan. Omgivningarna runt Nuevo Zoquiapan är en mosaik av jordbruksmark och naturlig växtlighet.